# Atlapetes pallidinucha
Atlapetes pallidinucha là một loài chim trong họ Emberizidae.